# Diputación Provincial de Barcelona
La Diputación Provincial de Barcelona o simplemente Diputación de Barcelona (en catalán: Diputació de Barcelona) es una institución pública de Cataluña que presta servicios directos a los ciudadanos y presta apoyo técnico, económico y tecnológico a los ayuntamientos de los 311 municipios de la provincia de Barcelona. Además, coordina algunos servicios municipales y organiza servicios de carácter supramunicipal. Tiene su sede central en la ciudad de Barcelona
El ámbito territorial de la Diputación de Barcelona alcanza el 24 % del total de la superficie de Cataluña, prestando servicio a cerca del 75 % del total de la población catalana.
Con un presupuesto de alrededor de 1000 millones de euros, a esta institución se la considera la tercera administración pública de Cataluña (por detrás de la Generalidad y del Ayuntamiento de Barcelona). A su vez, es el mayor ente provincial de toda España por volumen presupuestario.

## Sedes

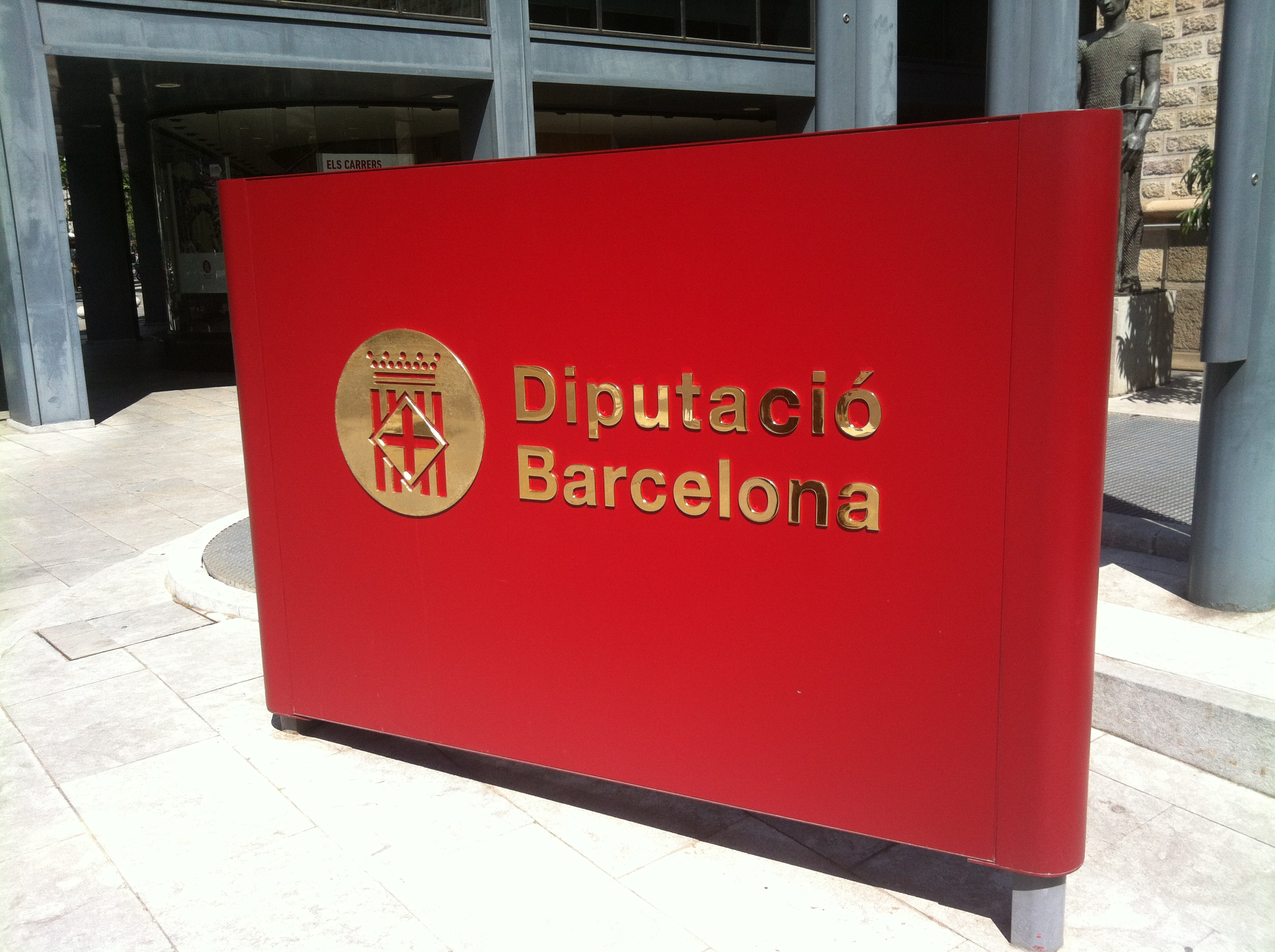
Entrada a la Casa Serra, en la rambla de Cataluña, donde se encuentra la sede de la Diputación de Barcelona.

La sede central de la Diputación de Barcelona se ubica en Casa Serra, edificio modernista de Josep Puig i Cadafalch sito en la rambla de Cataluña, 126, en confluencia con la avenida Diagonal. En 1987, tras la restauración de la democracia, la diputación se trasladó desde el Palacio de la Generalidad a este edificio, previa remodelación del arquitecto Federico Correa.
Más allá de Casa Serra, o Can Serra, las instalaciones de la Diputación de Barcelona se reparten en otros edificios de la ciudad de Barcelona, entre ellos la Escuela Industrial, el recinto de la Casa de Maternidad, el edificio Francesca Bonnemaison - Escola de la Dona, el recinto Mundet y el recinto Torribera.

## Historia
La Diputación de Barcelona fue creada en 1812, como consecuencia de la organización de España en provincias. En aquella época ejerció competencias en materia de obras públicas, educación, beneficencia, así como funciones intermedias entre los municipios y la administración del Estado.
Desde la recuperación de la democracia en España, han sido presidentes de la Diputación Josep Tarradellas, Francesc Martí i Jusmet, Antoni Dalmau, Manuel Royes, José Montilla, Celestino Corbacho Chaves, Antonio Fogué Moya, Salvador Esteve i Figueras, Mercè Conesa i Pagès, Marc Castells i Berzosa y Núria Marín Martínez.

## Presidentes

### Hasta 1979
- Antonio María Simarro Puig (1939-1943)
- Luis Argemí Martí (1943-1946)
- Antonio María Llopis Galofré (1946-1949)
- Joaquín Buxó Dulce d'Abaigar, marqués de Castellflorite (1949-1967)
- José María de Muller d'Abadal (1967-1973)
- Juan Antonio Samaranch Torelló (1973-1977)
- Josep Tarradellas (1977-1979)

### Desde 1979
| Legislatura      | Partido político          | Partido político | Presidente de la Diputación | Nombramiento | Cese |
| ---------------- | ------------------------- | ---------------- | --------------------------- | ------------ | ---- |
| I legislatura    |                           | ERC              | Josep Tarradellas Joan      | 1979         | 1980 |
| I legislatura    |                           | PSC              | Francesc Martí Jusmet       | 1980         | 1982 |
| I legislatura    | Antoni Dalmau i Ribalta   | PSC              | 1982                        | 1983         |      |
| II legislatura   | Antoni Dalmau i Ribalta   | PSC              | 1983                        | 1987         |      |
| III legislatura  | Manuel Royes Vila         | PSC              | 1987                        | 1991         |      |
| IV legislatura   | Manuel Royes Vila         | PSC              | 1991                        | 1995         |      |
| V legislatura    | Manuel Royes Vila         | PSC              | 1995                        | 1999         |      |
| VI legislatura   | Manuel Royes Vila         | PSC              | 1999                        | 2003         |      |
| VII legislatura  | José Montilla Aguilera    | PSC              | 2003                        | 2004         |      |
| VII legislatura  | Celestino Corbacho Chaves | PSC              | 2004                        | 2007         |      |
| VIII legislatura | Celestino Corbacho Chaves | PSC              | 2007                        | 2008         |      |
| VIII legislatura | Antoni Fogué Moya         | PSC              | 2008                        | 2011         |      |
| IX legislatura   |                           | CDC              | Salvador Esteve Figueras    | 2011         | 2015 |
| X legislatura    | Mercè Conesa Pagès        | CDC              | 2015                        | 2018         |      |
| X legislatura    |                           | PDeCAT           | Marc Castells Berzosa       | 2018         | 2019 |
| XI legislatura   |                           | PSC              | Núria Marín Martínez        | 2019         | 2023 |
| XII legislatura  | Lluïsa Moret Sabidó       | PSC              | 2023                        | Presente     |      |

## Composición
En arreglo a la ley electoral, los diputados provinciales son elegidos mediante elección indirecta de acuerdo a los resultados en las elecciones municipales. El pleno lo componen 51 diputados, que son a su vez alcaldes y concejales de algunos municipios de la provincia, en representación de los catorce partidos judiciales electorales de la provincia de Barcelona.
Tras las elecciones municipales de 2023, la Diputación quedó así:
| Actual distribución de la Diputación tras las elecciones municipales de 2023 | Actual distribución de la Diputación tras las elecciones municipales de 2023 | Actual distribución de la Diputación tras las elecciones municipales de 2023 | Actual distribución de la Diputación tras las elecciones municipales de 2023 | Actual distribución de la Diputación tras las elecciones municipales de 2023 |
| Partido político                                                             | Votos                                                                        | %                                                                            | Diputados                                                                    |                                                                              |
| ---------------------------------------------------------------------------- | ---------------------------------------------------------------------------- | ---------------------------------------------------------------------------- | ---------------------------------------------------------------------------- | ---------------------------------------------------------------------------- |
| Partido de los Socialistas de Cataluña-Candidatura de progreso (PSC-CP)      | 571 906                                                                      | 25,72 %                                                                      | 17                                                                           |                                                                              |
| Junts per Catalunya-Compromís Municipal (JUNTS-CM)                           | 356 788                                                                      | 16,05 %                                                                      | 12                                                                           |                                                                              |
| Esquerra Republicana de Catalunya-Acuerdo Municipal (ERC-AM)                 | 332 412                                                                      | 14,95 %                                                                      | 11                                                                           |                                                                              |
| Barcelona en Comú-Confluència (BComú-C)                                      | 243 065                                                                      | 10,93 %                                                                      | 5                                                                            |                                                                              |
| Partido Popular Catalán (PPC)                                                | 211 593                                                                      | 9,51 %                                                                       | 4                                                                            |                                                                              |
| Vox (VOX)                                                                    | 120 213                                                                      | 5,40 %                                                                       | 1                                                                            |                                                                              |
| Tot per Terrassa (TxT)                                                       | 26 732                                                                       | 1,20 %                                                                       | 1                                                                            |                                                                              |

### Distribución de escaños por partidos judiciales
| Partido judicial        |    |    |    |   |   |   | Logotip Tot per Terrassa | Diputados |
| ----------------------- | -- | -- | -- | - | - | - | ------------------------ | --------- |
| Arenys de Mar           | 1  | 1  |    |   |   |   |                          | 2         |
| Barcelona               | 4  | 4  | 2  | 4 | 3 | 1 |                          | 18        |
| Berga                   |    |    | 1  |   |   |   |                          | 1         |
| Granollers              | 1  | 1  | 1  |   |   |   |                          | 3         |
| Hospitalet de Llobregat | 3  |    | 1  | 1 | 1 |   |                          | 6         |
| Igualada                |    | 1  |    |   |   |   |                          | 1         |
| Manresa                 |    | 1  | 1  |   |   |   |                          | 2         |
| Mataró                  | 1  | 1  | 1  |   |   |   |                          | 3         |
| Sabadell                | 3  |    | 1  |   |   |   |                          | 4         |
| San Felíu de Llobregat  | 2  |    | 1  |   |   |   |                          | 3         |
| Tarrasa                 | 1  | 1  | 1  |   |   |   | 1                        | 4         |
| Vic                     |    | 1  | 1  |   |   |   |                          | 2         |
| Villafranca del Panadés |    | 1  |    |   |   |   |                          | 1         |
| Villanueva y Geltrú     | 1  |    |    |   |   |   |                          | 1         |
| Total                   | 17 | 12 | 11 | 5 | 4 | 1 | 1                        | 51        |

Desde las elecciones de 2007 Barcelona y l'Hospitalet de Llobregat han perdido 1 diputado en favor de Arenys de Mar y Manresa.
| Grupos políticos | Grupos políticos | Diputados | Portavoz                                                         | Presidente                                                       |
| ---------------- | ---------------- | --------- | ---------------------------------------------------------------- | ---------------------------------------------------------------- |
|                  | PSC-CP           | 17        | Pilar Díaz Romero Alcaldesa de Esplugas de Llobregat             | Núria Marín Martínez (P) Alcaldesa de Hospitalet de Llobregat    |
|                  | JUNTS            | 12        | Joan Carles García Cañizares Alcalde de Tordera                  | Neus Munté i Fernández Concejala de Barcelona                    |
|                  | ERC-AM           | 11        | Dionís Guiteras i Rubio Alcalde de Moyá                          | Josep Ramón Mut i Bosque Concejal de Cervelló                    |
|                  | Confluència      | 5         | Jonatan Fornés Martínez Concejal de Santa Coloma de Gramanet     | Laura Pérez Castaño Concejala de Barcelona                       |
|                  | PPC              | 4         | Daniel Gracia Álvarez Concejal de Badalona                       | Xavier García Albiol Alcalde de Badalona                         |
|                  | Vox              | 1         | Jordi Albert de la Fuente i Miró Concejal de San Adrián de Besós | Jordi Albert de la Fuente i Miró Concejal de San Adrián de Besós |
|                  | Tot per Terrassa | 1         | Maise Balcells Mundet Concejal de Tarrasa                        | Maise Balcells Mundet Concejal de Tarrasa                        |

## Composición del pleno 2023-2027
| Partido Político                 |                                                     | Partido de los Socialistas de Cataluña-Candidatura de progreso                                                       | Partido de los Socialistas de Cataluña-Candidatura de progreso | Partido de los Socialistas de Cataluña-Candidatura de progreso |
| Partido Político                 | Junts per Catalunya-Compromís Municipal             | |                                                                |                                                                |
| Partido Político                 | Esquerra Republicana de Catalunya-Acuerdo Municipal | |                                                                |                                                                |
| Partido Político                 | Barcelona en Comú-Confluència                       | |                                                                |                                                                |
| Partido Político                 | Partido Popular Catalán                             | |                                                                |                                                                |
| Partido Político                 | Vox                                                 | |                                                                |                                                                |
| Partido Político                 | Tot per Terrassa                                    | |                                                                |                                                                |
| Presidenta                       |                                                     | |                                                                |                                                                |
| Lluïsa Moret Sabidó              |                                                     | Presidenta | Hospitalet de Llobregat                                        | Sant Boi de Llobregat                                          |
| Vicepresidentes                  |                                                     | |                                                                |                                                                |
| Marta Farrés Falgueras           |                                                     | Vicepresidenta primera                                                                                               | Sabadell                                                       | Sabadell                                                       |
| Dionís Guiteras i Rubio          |                                                     | Vicepresidente segundo                                                                                               | Moià                                                           | Manresa                                                        |
| Candela López Tagliafico         |                                                     | Vicepresidenta tercera                                                                                               | Castelldefels                                                  | Hospitalet de Llobregat                                        |
| Marc Castells i Berzosa          |                                                     | Vicepresidente cuarto                                                                                                | Igualada                                                       | Igualada                                                       |
| Raquel Albiol i Gilabert         |                                                     | Vicepresidenta quinta                                                                                                | Cornellà de Llobregat                                          | Hospitalet de Llobregat                                        |
| Raquel Albiol i Gilabert         | Presidenta del Área de Feminismos e Igualdad        | | Cornellà de Llobregat                                          | Hospitalet de Llobregat                                        |
| Maria Eugènia Gay Rosell         |                                                     | Vicepresidenta sexta                                                                                                 | Barcelona                                                      | Barcelona                                                      |
| Josep Triadó i Bergés            |                                                     | Vicepresidente séptimo                                                                                               | Premià de Dalt                                                 | Mataró                                                         |
| Titular                          |                                                     | Cargo | Municipio                                                      | Partido Judicial                                               |
| Alba Barnusell Ortuño            |                                                     | Presidenta del Área de Sostenibilidad Social, Ciclo de Vida y Comunidad                                              | Granollers                                                     | Granollers                                                     |
| Pilar Díaz Romero                |                                                     | Presidenta del Área de Servicios Generales y Transición Digital                                                      | Esplugues de Llobregat                                         | Sant Feliu de Llobregat                                        |
| Marc Serra Solé                  |                                                     | Presidente del Área de Acción Climática y Transición Energética                                                      | Barcelona                                                      | Barcelona                                                      |
| David Escudé i Rodríguez         |                                                     | Presidente del Área de Deportes y Actividad Física                                                                   | Barcelona                                                      | Barcelona                                                      |
| Joan Josep Galiano i Peralta     |                                                     | Presidente del Área de Educación                                                                                     | Bigues i Riells del Fai                                        | Granollers                                                     |
| Xesco Gomar Martín               |                                                     | Presidente del Área de Espacios Naturales e Infraestructura Verde                                                    | Mataró                                                         | Mataró                                                         |
| Eva Menor Cantador               |                                                     | Presidenta del Área de Desarrollo Económico y Turismo                                                                | Badia del Vallès                                               | Sabadell                                                       |
| Pau Gonzàlez Val                 |                                                     | Presidente del Área de Cultura                                                                                       | Barcelona                                                      | Barcelona                                                      |
| Josep-Ramon Mut i Bosque         |                                                     | Presidente del Área de Comercio, Consumo y Salud Pública                                                             | Cervelló                                                       | Sant Feliu de Llobregat                                        |
| Josep-Ramon Mut i Bosque         | Presidente del grupo ERC-AM                         | | Cervelló                                                       | Sant Feliu de Llobregat                                        |
| Nuria Parlon Gil                 |                                                     | Diputada de Presidencia, Relaciones Internacionales, Agenda 2030, Agendas Urbanas e Innovación de Políticas Públicas | Barcelona                                                      | Santa Coloma de Gramenet                                       |
| Nuria Parlon Gil                 | Presidenta y Portavoz del grupo PSC-CP              | | Barcelona                                                      | Santa Coloma de Gramenet                                       |
| Carles Ruiz Novella              |                                                     | Presidente del Área de Urbanismo, Vivienda y Regeneración Urbana                                                     | Viladecans                                                     | Hospitalet de Llobregat                                        |
| Xavier Amor Martín               |                                                     | Diputado del Área de Deportes y Actividad Física                                                                     | Pineda de Mar                                                  | Arenys de Mar                                                  |
| Jordi Fàbrega i Colomer          |                                                     | Diputado delegado de Prevención de Incendios y Gestión Forestal                                                      | Sant Pere de Torelló                                           | Vic                                                            |
| Jordi Fàbrega i Colomer          | Portavoz del grupo ERC-AM                           | | Sant Pere de Torelló                                           | Vic                                                            |
| Filo Cañete Carrillo             |                                                     | Diputada de Cuidados y Ciclo de vida                                                                                 | Sant Adrià de Besòs                                            | Barcelona                                                      |
| Gemma Tarafa Orpinell            |                                                     | Diputada de Salud Pública                                                                                            | Barcelona                                                      | Barcelona                                                      |
| Samuel Núñez Amela               |                                                     | Diputado del Área de Comercio, Consumo y Salud Pública                                                               | Santa Coloma de Gramenet                                       | Barcelona                                                      |
| Abigail Garrido Tinta            |                                                     | Diputada de Turismo                                                                                                  | Sant Pere de Ribes                                             | Vilanova i la Geltrú                                           |
| Glòria Colom i Puigbò            |                                                     | Diputada del Área de Educación                                                                                       | Lluçà                                                          | Berga                                                          |
| Olga Serra Luque                 |                                                     | Diputada de Comercio y Consumo                                                                                       | Vacarisses                                                     | Terrassa                                                       |
| Ana M. Martínez Martínez         |                                                     | Diputada de Vivienda                                                                                                 | Rubí                                                           | Terrassa                                                       |
| Antoni Vélez i Barajas           |                                                     | Diputado de Innovación Digital e Integridad Institucional                                                            | Sant Adrià de Besòs                                            | Barcelona                                                      |
| Aïda Llauradó Álvarez            |                                                     | Diputada del Área de Cultura                                                                                         | Badalona                                                       | Barcelona                                                      |
| Aïda Llauradó Álvarez            | Portavoz del grupo BeC-C                            | | Badalona                                                       | Barcelona                                                      |
| Jesús Naharro Rodríguez          |                                                     | Diputado de Movilidad Sostenible y diputado delegado de Memoria Democrática                                          | Abrera                                                         | Sant Feliu de Llobregat                                        |
| David Quirós Brito               |                                                     | Diputado de Recursos Humanos                                                                                         | Hospitalet de Llobregat                                        | Hospitalet de Llobregat                                        |
| Javi Silva i Pérez               |                                                     | Diputado de Juventud                                                                                                 | Polinyà                                                        | Sabadell                                                       |
| Eva Soler Guallar                |                                                     | Diputada del Área de Feminismos e Igualdad                                                                           | Palau-solità i Plegamans                                       | Sabadell                                                       |
| Victòria Alsina Burgués          |                                                     | Diputada | Barcelona                                                      | Barcelona                                                      |
| Xavier García Albiol             |                                                     | Diputado | Badalona                                                       | Barcelona                                                      |
| Xavier García Albiol             | Presidente del grupo PPC                            | | Badalona                                                       | Barcelona                                                      |
| Ramon Bacardit Reguant           |                                                     | Diputado | Manresa                                                        | Manresa                                                        |
| Ramon Bacardit Reguant           | Presidente del grupo Junts-CM                       | | Manresa                                                        | Manresa                                                        |
| Maise Balcells Mundet            |                                                     | Diputada | Terrassa                                                       | Terrassa                                                       |
| Maise Balcells Mundet            | Presidenta del grupo TxT                            | | Terrassa                                                       | Terrassa                                                       |
| Maise Balcells Mundet            | Portavoz del grupo TxT                              | | Terrassa                                                       | Terrassa                                                       |
| Francesc Colomé Tenas            |                                                     | Diputado | Les Franqueses del Vallès                                      | Granollers                                                     |
| Daniel Gracia Álvarez            |                                                     | Diputado | Badalona                                                       | Barcelona                                                      |
| Raül Garcia Ramírez              |                                                     | Diputado | Sant Celoni                                                    | Arenys de Mar                                                  |
| Marc Almendro i Campillo         |                                                     | Diputado | Alella                                                         | Mataró                                                         |
| Neus Munté Fernàndez             |                                                     | Diputada | Barcelona                                                      | Barcelona                                                      |
| Jordi Puigneró i Ferrer          |                                                     | Diputado | Sant Cugat del Vallès                                          | Terrassa                                                       |
| Manu Reyes López                 |                                                     | Diputado | Castelldefels                                                  | Hospitalet de Llobregat                                        |
| Manu Reyes López                 | Portavoz del grupo PPC                              | | Castelldefels                                                  | Hospitalet de Llobregat                                        |
| Joan Rodríguez i Portell         |                                                     | Diputado | Barcelona                                                      | Barcelona                                                      |
| Marc Verdaguer i Montanyà        |                                                     | Diputado | Calldetenes                                                    | Vic                                                            |
| Francina Vila i Valls            |                                                     | Diputada | Barcelona                                                      | Barcelona                                                      |
| Jordi Albert de la Fuente i Miró |                                                     | Diputado | Sant Adrià de Besòs                                            | Barcelona                                                      |
| Jordi Albert de la Fuente i Miró | Portavoz del grupo Vox                              | | Sant Adrià de Besòs                                            | Barcelona                                                      |
| Jordi Albert de la Fuente i Miró | Presidente del grupo Vox                            | | Sant Adrià de Besòs                                            | Barcelona                                                      |
| Daniel Sirera Bellés             |                                                     | Diputado | Barcelona                                                      | Barcelona                                                      |

## Composición del pleno 2011-2015
| Lista completa de los 51 diputados provinciales (2011-2015) |                            |                           |                              |
| Partido político                                            | Partido judicial electoral | Municipio                 | Nombre                       |
| CiU                                                         | Arenys de Mar              | Tordera                   | Joan Carles García Cañizares |
| CiU                                                         | Barcelona                  | Badalona                  | M. Mercè Rius Serra          |
| CiU                                                         | Barcelona                  | Badalona                  | Jordi Subirana Ortells       |
| CiU                                                         | Barcelona                  | Barcelona                 | Gerard Ardanuy Mata          |
| CiU                                                         | Barcelona                  | Barcelona                 | Jaume Ciurana Llevadot       |
| CiU                                                         | Barcelona                  | Barcelona                 | Joan Puigdollers Fargas      |
| CiU                                                         | Barcelona                  | San Adrián del Besós      | Mireia Hernández Hernández   |
| CiU                                                         | Berga                      | Serchs                    | Ferran Civil Arnabat         |
| CiU                                                         | Granollers                 | Llissá de Vall            | Andreu Carreras Puigdelliura |
| CiU                                                         | L'Hospitalet de Llobregat  | Gavá                      | Ramon Castellano Espinosa    |
| CiU                                                         | Igualada                   | Igualada                  | Marc Castells Berzosa        |
| CiU                                                         | Manresa                    | Navás                     | Josep Oliva Santiveri        |
| CiU                                                         | Mataró                     | Vilasar de Mar            | Joaquim Ferrer Tamayo        |
| CiU                                                         | Mataró                     | Vilasar de Mar            | Joan Roca Lleonart           |
| CiU                                                         | Sabadell                   | Sabadell                  | Carles Rossinyol i Vidal     |
| CiU                                                         | San Feliu de Llobregat     | Martorell                 | Salvador Esteve Figueras     |
| CiU                                                         | Tarrasa                    | Matadepera                | Mireia Solsona Garriga       |
| CiU                                                         | Tarrasa                    | San Cugat del Vallés      | Mercè Conesa Pagès           |
| CiU                                                         | Vich                       | Tona                      | Josep Salom Ges              |
| CiU                                                         | Villafranca del Panadés    | Torrelavit                | Ramon Riera Bruch            |
| PSC                                                         | Arenys de Mar              | Pineda de Mar             | Xavier Amor Martín           |
| PSC                                                         | Barcelona                  | Badalona                  | Jordi Serra Isern            |
| PSC                                                         | Barcelona                  | Badalona                  | Francesc Serrano Villaroya   |
| PSC                                                         | Barcelona                  | Barcelona                 | Sara Jaurrieta Guarner       |
| PSC                                                         | Barcelona                  | Barcelona                 | Immaculada Moraleda Pérez    |
| PSC                                                         | Barcelona                  | Santa Coloma de Gramanet  | Antoni Fogué Moya            |
| PSC                                                         | Granollers                 | Granollers                | Josep Mayoral Antigas        |
| PSC                                                         | Granollers                 | Mollet del Vallés         | Josep Monràs Galindo         |
| PSC                                                         | Hospitalet de Llobregat    | Hospitalet de Llobregat   | Núria Marín Martínez         |
| PSC                                                         | Hospitalet de Llobregat    | San Baudilio de Llobregat | Jaume Bosch Pugès            |
| PSC                                                         | Hospitalet de Llobregat    | Viladecans                | Carles Ruíz Novella          |
| PSC                                                         | Manresa                    | Navarclés                 | Ramon Serra Millat           |
| PSC                                                         | Mataró                     | Dosrius                   | Josep Jo Munné               |
| PSC                                                         | Sabadell                   | Castellar del Vallés      | Ignasi Giménez Renom         |
| PSC                                                         | Sabadell                   | Sabadell                  | Manuel Bustos Garrido        |
| PSC                                                         | San Feliú de Llobregat     | Esplugas de Llobregat     | Plar Díaz Romero             |
| PSC                                                         | San Feliú de Llobregat     | San Andrés de la Barca    | Enric Llorca Ibañez          |
| PSC                                                         | Terrasa                    | Rubí                      | Carme García i Lores         |
| PSC                                                         | Villanueva y Geltrú        | Sitges                    | Rafael Roig Milà             |
| PPC                                                         | Barcelona                  | Badalona                  | Xavier Garcia Albiol         |
| PPC                                                         | Barcelona                  | Badalona                  | Ramon Riera Macia            |
| PPC                                                         | Barcelona                  | Barcelona                 | Alberto Villagrasa Gil       |
| PPC                                                         | Barcelona                  | San Adrián de Besós       | Jesús Ángel García Bragado   |
| PPC                                                         | Hospitalet de Llobregat    | Gavá                      | Josep Llobet Navarro         |
| PPC                                                         | Tarrasa                    | Rubí                      | Mónica Querol Querol         |
| ICV-EUiA                                                    | Barcelona                  | Barcelona                 | Elsa Blasco Riera            |
| ICV-EUiA                                                    | Barcelona                  | Badalona                  | Alejandro Mañas Ballesté     |
| ICV-EUiA                                                    | Hospitalet de Llobregat    | Cornellá de Llobregat     | Arnau Funes Romero           |
| ICV-EUiA                                                    | Sabadell                   | Sardañola del Vallés      | Santiago Óscar Cayuela Tomás |
| ERC                                                         | Barcelona                  | Barcelona                 | Jordi Portabella Calvete     |
| ERC                                                         | Vich                       | Manlleu                   | Pere Prat Boix               |
| Composición al inicio de la legislatura                     |                            |                           |                              |

## Junta de portavoces 2011-2015
- Presidente: Salvador Esteve i Figueras
- Presidente y Portavoz CiU: Joan Carles Garcia Cañizares
- Portavoz adjunto CiU: Ramon Castellano i Espinosa
- Presidente PSC: Josep Mayoral i Antigas
- Portavoz PSC: Pilar Díaz i Romero
- Portavoz adjunto PSC: Ramon Serra Millat
- Presidente PPC: Xavier García Albiol
- Portavoz PPC: Alberto Villagrasa Gil
- Portavoz adjunto PPC: Ramon Riera Macia
- Presidente ICV-EUiA: Arnau Funes Romero
- Portavoz ICV-EUiA: Àlex Mañas Ballesté
- Portavoz adjunto ICV-EUiA: Santiago-Óscar Cayuela Tomás
- Presidente ERC: Pere Prat i Boix
- Portavoz ERC: Jordi Portabella Calvete

## Archivo General
El Archivo General de la Diputación de Barcelona custodia y conservar la documentación generada por la Diputación Provincial desde 1812. Está ubicado en el recinto de la Casa de Maternidad.

## Organismos
Organismos que dependen total o parcialmente de la Diputación:
- Centro de Cultura Contemporánea de Barcelona (CCCB)
- Consorcio de Estudios, Mediación y Conciliación en la Administración Local (CEMICAL)
- El Far
- Fundación Maria Aurèlia Capmany
- Fundación para la Motivación de los Recursos Humanos
- Fundación Pi i Sunyer
- Fundación Democracia y Gobierno Local
- Instituto de Ciencias Políticas y Sociales
- Instituto del Teatro
- Museo Marítimo de Barcelona
- Organismo de Gestión Tributaria
- Oficina de Patrimonio Cultural
- Pacto Industrial de la Región Metropolitana
- Patronato de Apuestas
- Consorcio Universidad Internacional Menéndez Pelayo de Barcelona (CUIMPB) - Centro Ernest Lluch
- Xarxa Audiovisual Local